# Джеферсън (окръг, Канзас)
Вижте пояснителната страница за други населени места с името Джеферсън.
Окръг Джеферсън (на английски: Jefferson County) е окръг в щата Канзас, Съединени американски щати. Площта му е 1443 km², а населението - 18 848 души. Административен център е град Оскалуса.